# Isobara (termodinamica)
In termodinamica una trasformazione isobarica (o semplicemente isòbara) è una trasformazione termodinamica dello stato di un sistema fisico durante la quale la pressione rimane costante.

## Realizzazione pratica di un processo isobaro

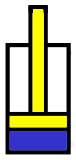
Rappresentazione di un gas confinato in un cilindro con pistone

Consideriamo il sistema rappresentato nella figura a fianco, costituito da un gas perfetto (in blu) racchiuso all'interno di un cilindro verticale, chiuso alla base da una parete fissa e in cima da un pistone mobile (in giallo).
Nell'ipotesi in cui valga l'equazione di stato dei gas perfetti, si ha:
{\displaystyle pV=nRT}
ovvero:
{\displaystyle p={\frac {nRT}{V}}}
Affinché la pressione p rimanga costante, se varia il volume V del sistema dovrà quindi variare (in maniera direttamente proporzionale) anche la temperatura T. Infatti la quantità di sostanza n è costante per un sistema chiuso in cui non avvengano reazioni chimiche (che possono alterare la quantità di sostanza) e R è una costante (detta costante dei gas).
Se non viene applicata alcuna forza esterna sul pistone e se si suppone nulla la forza di attrito tra il pistone e le pareti del cilindro, il pistone sarà libero di spostarsi, per cui al gas competerà un determinato volume, a seconda della temperatura alla quale si trova.
La pressione che insiste sul pistone risulta in questo caso pari alla pressione atmosferica (1 atm), che è costante. Quindi, aumentando la temperatura di un sistema così costituito aumenterà il suo volume, senza che la pressione cambi (cioè in condizioni isobare). Analogamente, diminuendo la temperatura del sistema così costituito si assisterà ad una diminuzione anche del volume del gas, sempre in condizioni isobare.

## Gas ideale

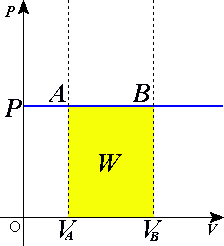
Processo isobaro

La trasformazione isobara di un gas perfetto è descritta dalla prima legge di Gay-Lussac:
{\displaystyle {\frac {V}{T}}=costante}
che, in un diagramma pressione-volume, è rappresentata da un segmento parallelo all'asse dei volumi.
Se ora si considera una trasformazione isobara reversibile finita di un gas perfetto tra due stati alle temperature {\displaystyle T_{1}\ } e {\displaystyle T_{2}\ }, e supponendo che in questo intervallo di temperatura il calore molare {\displaystyle c_{p}\ } si possa considerare costante, dalla definizione {\displaystyle \delta Q=nc_{P}dT\ } si ottiene:
{\displaystyle Q|p=nc_{p}(T_{2}-T_{1})\ }
Inoltre da {\displaystyle dL=pdV} e dall'equazione di stato dei gas perfetti si ottiene:
{\displaystyle L|p=p(V_{2}-V_{1})=nR(T_{2}-T_{1})\ }
Dalla definizione di entropia:
{\displaystyle \Delta S=S(2)-S(1)=\int _{1}^{2}{\frac {\delta Q}{T}}\ },
nel caso di una trasformazione isobara di un gas perfetto si ottiene:
{\displaystyle \Delta S|p=nc_{p}\ln {\frac {T_{2}}{T_{1}}}=nc_{p}\ln {\frac {V_{2}}{V_{1}}}\ }
da cui si vede che l'entropia aumenta per un riscaldamento (espansione).

## Comprimibilità isobara
La comprimibilità isobara rappresenta il rapporto fra la variazione di volume dovuta unicamente alla temperatura T (e non alla pressione: quindi la derivata parziale), e il volume stesso V: 
{\displaystyle \beta ={\frac {1}{V}}{\frac {\partial V}{\partial T}}}.

## Rappresentazione grafica di una trasformazione isobara
In termodinamica si definiscono isobare anche le linee che uniscono punti di uguale pressione, ovvero la rappresentazione di due o più condizioni caratterizzate da avere la stessa pressione.
Le isobare sono dunque delle linee che agevolano la lettura delle trasformazioni termodinamiche in vari tipi di diagrammi. Ad esempio, nel piano di Clapeyron, le isobare sono linee orizzontali, mentre in quello entropico sono linee a pendenza crescente.

## In meteorologia

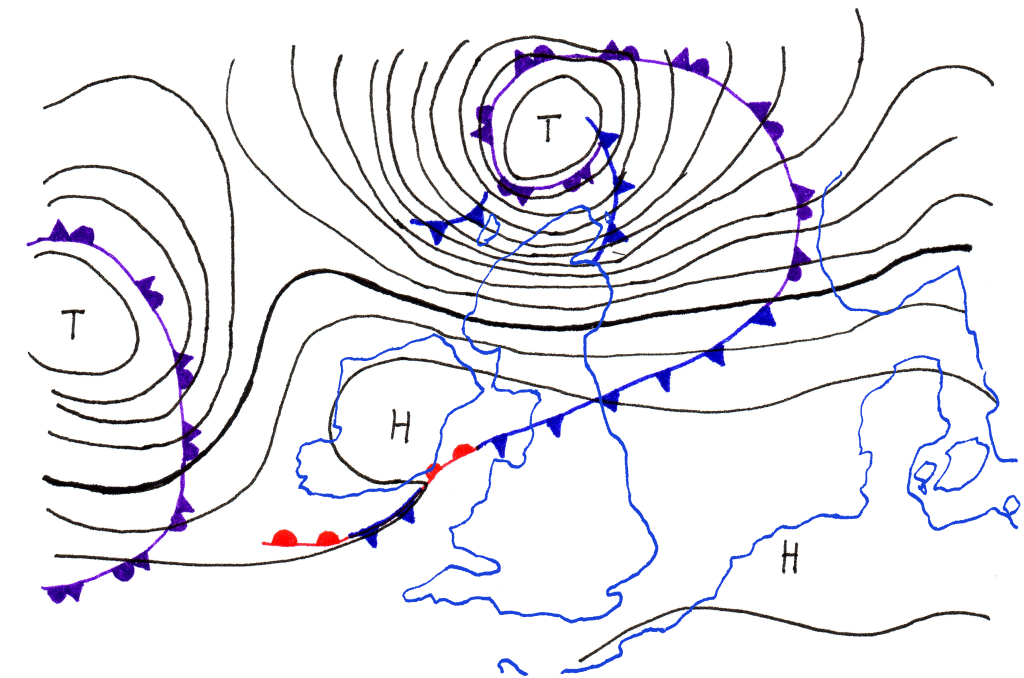
Isobare durante un uragano sull'arcipelago britannico

In meteorologia le isobare sono linee ideali che sulle carte meteorologiche uniscono i punti con uguale pressione atmosferica al livello del mare.